# Lista orașelor și comunelor din Bavaria
In landul federal Bavaria există:
- 2.056 de localități, din care sunt:
  - 315 orașe
  - 25 districte urbane
  - 28 orașe districte
  - 1.358 orașe și comune

## districte urbane
| - Amberg - Ansbach - Aschaffenburg - Augsburg - Bamberg - Bayreuth - Coburg - Erlangen - Fürth | - Hof - Ingolstadt - Kaufbeuren - Kempten (Allgäu) - Landshut - Memmingen - München Capitala Landului - Nürnberg | - Passau - Regensburg - Rosenheim - Schwabach - Schweinfurt - Straubing - Weiden in der Oberpfalz - Würzburg |

## orașe districte
| - Bad Kissingen - Bad Reichenhall - Dachau - Deggendorf - Dillingen an der Donau - Dinkelsbühl - Donauwörth - Eichstätt - Forchheim - Freising | - Fürstenfeldbruck - Germering - Günzburg - Kitzingen - Kulmbach - Landsberg am Lech - Lindau (Bodensee) - Marktredwitz - Neuburg an der Donau | - Neumarkt in der Oberpfalz - Neustadt bei Coburg - Neu-Ulm - Nördlingen - Rothenburg ob der Tauber - Schwandorf - Selb - Traunstein - Weißenburg in Bayern |

## A
| - Abenberg - Abensberg - Absberg Markt - Abtswind Markt - Achslach - Adelschlag - Adelsdorf - Adelshofen (Mittelfranken) - Adelshofen (Oberbayern) - Adelsried - Adelzhausen - Adlkofen - Affing - Aham - Aholfing - Aholming - Ahorn - Ahorntal - Aicha vorm Wald - Aichach - Aichen - Aidenbach Markt - Aidhausen - Aiglsbach - Aindling Markt - Ainring - Aislingen Markt - Aiterhofen - Aitrang - Albaching - Albertshofen - Aldersbach - Alerheim - Alesheim - Aletshausen - Alfeld - Allersberg Markt | - Allershausen - Alling - Allmannshofen - Altdorf (Niederbayern) Markt - Altdorf bei Nürnberg - Alteglofsheim - Altenbuch - Altendorf (Landkreis Bamberg, Oberfranken) - Altendorf (Landkreis Schwandorf, Oberpfalz) - Altenkunstadt - Altenmarkt an der Alz - Altenmünster - Altenstadt (Iller) Markt - Altenstadt (bei Schongau) - Altenstadt an der Waldnaab - Altenthann - Altertheim - Altfraunhofen - Althegnenberg - Altmannstein Markt - Altomünster Markt - Altötting - Altusried Markt - Alzenau - Amberg (Oberpfalz) - Amberg (Schwaben) - Amerang - Amerdingen - Ammerndorf Markt - Ammerthal - Amorbach - Ampfing - Andechs - Anger - Ansbach - Antdorf - Anzing | - Apfeldorf - Apfeltrach - Arberg Markt - Aresing - Arnbruck - Arnschwang - Arnstein - Arnstorf Markt - Arrach - Arzberg - Asbach-Bäumenheim - Ascha - Aschaffenburg - Aschau am Inn - Aschau im Chiemgau - Aschheim - Aßling - Attenhofen - Attenkirchen - Atting - Au in der Hallertau Markt - Aub - Aubstadt - Auerbach (Niederbayern) - Auerbach in der Oberpfalz - Aufhausen - Aufseß - Augsburg - Auhausen - Aura an der Saale - Aura im Sinngrund - Aurach - Aurachtal - Außernzell - Aying - Aystetten |

## B
| - Baar (Schwaben) - Baar-Ebenhausen - Babenhausen Markt - Babensham - Bach an der Donau - Bachhagel - Bächingen an der Brenz - Bad Abbach Markt - Bad Aibling - Bad Alexandersbad - Bad Bayersoien - Bad Berneck im Fichtelgebirge - Bad Birnbach Markt - Bad Bocklet Markt - Bad Brückenau - Bad Endorf Markt - Bad Feilnbach - Bad Füssing - Bad Griesbach im Rottal - Bad Grönenbach Markt - Bad Heilbrunn - Bad Hindelang Markt - Bad Kissingen - Bad Kohlgrub - Bad Königshofen im Grabfeld - Bad Kötzting - Bad Neustadt an der Saale - Bad Reichenhall - Bad Rodach - Bad Staffelstein - Bad Steben Markt - Bad Tölz - Bad Wiessee - Bad Windsheim - Bad Wörishofen - Baierbach - Baierbrunn - Baiern - Baiersdorf - Baisweil - Balderschwang - Balzhausen - Bamberg - Barbing - Bärnau - Bastheim - Baudenbach Markt - Baunach - Bayerbach (Rottal-Inn) - Bayerbach bei Ergoldsbach - Bayerisch Eisenstein - Bayerisch Gmain - Bayreuth - Bayrischzell - Bechhofen Markt - Bechtsrieth - Beilngries - Bellenberg - Benediktbeuern - Benningen - Beratzhausen Markt | - Berching - Berchtesgaden Markt - Berg (Oberfranken) - Berg (am Starnberger See) - Berg bei Neumarkt in der Oberpfalz - Berg im Gau - Bergen (Chiemgau) - Bergen (Mittelfranken) - Bergheim - Bergkirchen - Berglern - Bergrheinfeld - Bergtheim - Bernau am Chiemsee - Bernbeuren - Berngau - Bernhardswald - Bernried am Starnberger See - Bernried - Bessenbach - Betzenstein - Betzigau - Beutelsbach - Biberbach Markt - Bibertal - Biburg - Bichl - Bidingen - Biebelried - Bieberehren - Biessenhofen - Bindlach - Binswangen - Birgland - Birkenfeld - Bischberg - Bischbrunn - Bischofsgrün - Bischofsheim an der Rhön - Bischofsmais - Bischofswiesen - Bissingen Markt - Blaibach - Blaichach - Blankenbach - Blindheim - Böbing - Bobingen - Böbrach - Bockhorn - Bodenkirchen - Bodenmais Markt - Bodenwöhr - Bodolz - Bogen - Böhen - Böhmfeld - Bolsterlang - Bonstetten - Boos - Brand | - Brannenburg - Breitbrunn (Unterfranken) - Breitbrunn am Chiemsee - Breitenberg - Breitenbrunn (Oberpfalz) Markt - Breitenbrunn (Schwaben) - Breitengüßbach - Breitenthal - Brennberg - Bruck (Oberbayern) - Bruck in der Oberpfalz Markt - Bruckberg (Niederbayern) - Bruckberg (Mittelfranken) - Bruckmühl Markt - Brunn - Brunnen - Brunnthal - Bubenreuth - Bubesheim - Buch (Schwaben) Markt - Buch am Buchrain - Buch am Erlbach - Buch am Wald - Buchbach Markt - Buchbrunn - Buchdorf - Büchenbach - Buchenberg Markt - Buchhofen - Büchlberg - Buchloe - Buckenhof - Bundorf - Burgau - Burgberg im Allgäu - Burgbernheim - Burgebrach Markt - Burggen - Burghaslach Markt - Burghausen - Burgheim Markt - Burgkirchen an der Alz - Burgkunstadt - Burglauer - Burglengenfeld - Burgoberbach - Burgpreppach Markt - Burgsalach - Burgsinn Markt - Bürgstadt Markt - Burgthann - Burgwindheim Markt - Burk - Burkardroth Markt - Burtenbach Markt - Buttenheim Markt - Buttenwiesen - Bütthard Markt - Buxheim (Schwaben) - Buxheim (Oberbayern) |

## C
| - Cadolzburg Markt - Castell - Cham - Chamerau | - Chieming - Chiemsee - Coburg | - Collenberg - Colmberg Markt - Creußen |

## D
| - Dachau - Dachsbach Markt - Daiting - Dammbach - Dasing - Deggendorf - Deining - Deiningen - Deisenhausen - Denkendorf - Denklingen - Dentlein am Forst Markt - Dettelbach - Deuerling - Diebach - Diedorf Markt | - Diespeck - Dießen am Ammersee Markt - Dietenhofen Markt - Dietersburg - Dietersheim - Dieterskirchen - Dietfurt an der Altmühl - Dietmannsried Markt - Dietramszell - Dillingen an der Donau - Dingolfing - Dingolshausen - Dinkelsbühl - Dinkelscherben Markt - Dirlewang Markt - Dittelbrunn | - Dittenheim - Döhlau - Dollnstein Markt - Dombühl Markt - Donaustauf Markt - Donauwörth - Donnersdorf - Dorfen - Dörfles-Esbach - Dorfprozelten - Dormitz - Drachselsried - Duggendorf - Durach - Dürrlauingen Markt - Dürrwangen |

## E
| - Ebelsbach - Ebensfeld Markt - Eberfing - Ebermannsdorf - Ebermannstadt - Ebern - Ebersberg - Ebersdorf bei Coburg - Ebershausen - Ebnath - Ebrach Markt - Eching (Lkr. Freising) - Eching (Lkr. Landshut) - Eching am Ammersee - Eckental Markt - Eckersdorf - Edelsfeld - Ederheim - Edling - Effeltrich - Egenhofen - Egg an der Günz - Eggenfelden - Eggenthal - Egglham - Egglkofen - Eggolsheim Markt - Eggstätt - Eging am See Markt - Eglfing - Egling - Egling an der Paar - Egloffstein Markt - Egmating - Egweil | - Ehekirchen - Ehingen (Lkr. Augsburg) - Ehingen (Mittelfranken) - Ehingen am Ries - Eibelstadt - Eichenau - Eichenbühl - Eichendorf Markt - Eichstätt - Eiselfing - Eisenberg - Eisenheim Markt - Eisingen - Eitensheim - Eitting - Elchingen - Elfershausen Markt - Ellgau - Ellingen - Ellzee - Elsendorf - Elsenfeld Markt - Eltmann - Emersacker - Emmering (Lkr. Ebersberg) - Emmering (Lkr. Fürstenfeldbruck) - Emmerting - Emskirchen Markt - Emtmannsberg - Engelsberg - Engelthal - Ensdorf - Eppenschlag - Eppishausen - Erbendorf | - Erding - Erdweg - Eresing - Ergersheim - Ergolding Markt - Ergoldsbach Markt - Erharting - Ering - Erkheim Markt - Erlabrunn - Erlangen - Erlbach - Erlenbach am Main - Erlenbach bei Marktheidenfeld - Ermershausen - Ernsgaden - Eschau Markt - Eschenbach in der Oberpfalz - Eschenlohe - Eschlkam Markt - Eslarn Markt - Esselbach - Essenbach Markt - Essing Markt - Estenfeld - Ettal - Ettenstatt - Ettringen - Etzelwang - Etzenricht - Euerbach - Euerdorf Markt - Eurasburg (Oberbayern) - Eurasburg (Schwaben) - Eußenheim |

## F
| - Fahrenzhausen - Falkenberg (Niederbayern) - Falkenberg (Oberpfalz) Markt - Falkenfels - Falkenstein Markt - Farchant - Faulbach - Feichten an der Alz - Feilitzsch - Feldafing - Feldkirchen (bei München) - Feldkirchen (Niederbayern) - Feldkirchen-Westerham - Fellen - Fellheim - Fensterbach - Feucht Markt - Feuchtwangen - Fichtelberg - Finning - Finningen - Finsing | - Fischach Markt - Fischbachau - Fischen im Allgäu - Flachslanden Markt - Fladungen - Flintsbach am Inn - Floß Markt - Flossenbürg - Forchheim - Forheim - Forstern - Forstinning - Frammersbach Markt - Frankenwinheim - Frasdorf - Frauenau - Frauenneuharting - Fraunberg - Freihung Markt - Freilassing - Freising - Fremdingen | - Frensdorf - Freudenberg - Freystadt - Freyung - Frickenhausen am Main Markt - Fridolfing - Friedberg - Friedenfels - Friesenried - Frontenhausen Markt - Fuchsmühl Markt - Fuchsstadt - Fuchstal - Fünfstetten - Fürsteneck - Fürstenfeldbruck - Fürstenstein - Fürstenzell Markt - Furth (Niederbayern) - Furth im Wald - Fürth - Füssen |

## G
| - Gablingen - Gachenbach - Gädheim - Gaimersheim Markt - Gaißach - Gallmersgarten - Gammelsdorf - Gangkofen Markt - Garching an der Alz - Garching bei München - Garmisch-Partenkirchen Markt - Gars am Inn Markt - Gattendorf - Gaukönigshofen - Gauting - Gebenbach - Gebsattel - Gefrees - Geiersthal - Geiselbach - Geiselhöring - Geiselwind Markt - Geisenfeld - Geisenhausen Markt - Gelchsheim Markt - Geldersheim - Geltendorf - Gemünden am Main - Genderkingen - Georgenberg - Georgensgmünd - Gerach - Geratskirchen - Gerbrunn - Geretsried - Gerhardshofen - Germaringen - Germering - Geroda Markt - Geroldsgrün - Geroldshausen | - Gerolfingen - Gerolsbach - Gerolzhofen - Gersthofen - Gerzen - Gesees - Geslau - Gessertshausen - Gestratz - Giebelstadt Markt - Gilching - Glashütten - Glattbach - Gleiritsch - Gleißenberg - Glonn Markt - Glött - Gmund am Tegernsee - Gnotzheim Markt - Gochsheim - Goldbach Markt - Goldkronach - Gollhofen - Görisried - Gössenheim - Gößweinstein Markt - Gotteszell - Gottfrieding - Graben - Grabenstätt - Gräfelfing - Grafenau - Gräfenberg - Gräfendorf - Grafengehaig Markt - Grafenrheinfeld - Grafenwiesen - Grafenwöhr - Grafing bei München - Grafling - Grafrath | - Grainau - Grainet - Grasbrunn - Grassau Markt - Grattersdorf - Greding - Greifenberg - Greiling - Gremsdorf - Grettstadt - Greußenheim - Griesstätt - Gröbenzell - Großaitingen - Großbardorf - Großeibstadt - Großenseebach - Großhabersdorf - Großheirath - Großheubach Markt - Großkarolinenfeld - Großlangheim Markt - Großmehring - Großostheim Markt - Großwallstadt - Großweil - Grub am Forst - Grünenbach - Grünwald - Gstadt am Chiemsee - Gundelfingen an der Donau - Gundelsheim - Gundremmingen - Güntersleben - Günzach - Günzburg - Gunzenhausen - Guteneck - Gutenstetten - Guttenberg |

## H
| - Haag (Oberfranken) - Haag an der Amper - Haag in Oberbayern Markt - Haar - Haarbach - Habach - Hafenlohr - Hagelstadt - Hagenbüchach - Hahnbach Markt - Haibach (Niederbayern) - Haibach (Unterfranken) - Haidmühle - Haimhausen - Haiming - Hainsfarth - Halblech - Haldenwang (Allgäu) - Haldenwang (Schwaben) - Halfing - Hallbergmoos - Hallerndorf - Hallstadt - Halsbach - Hammelburg - Happurg - Harburg (Schwaben) - Harsdorf - Hartenstein - Haselbach - Hasloch - Haßfurt - Hattenhofen - Haundorf - Haunsheim - Hausen (Unterfranken) - Hausen (Niederbayern) - Hausen (Oberfranken) - Hausen (Rhön) - Hausen bei Würzburg - Hausham - Hauzenberg - Hawangen - Hebertsfelden - Hebertshausen - Heideck - Heidenheim Markt | - Heigenbrücken - Heiligenstadt in Oberfranken Markt - Heilsbronn - Heimbuchenthal - Heimenkirch Markt - Heimertingen - Heinersreuth - Heinrichsthal - Heldenstein - Helmbrechts - Helmstadt Markt - Hemau - Hemhofen - Hemmersheim - Hendungen - Henfenfeld - Hengersberg Markt - Hepberg - Herbstadt - Heretsried - Hergatz - Hergensweiler - Heroldsbach - Heroldsberg Markt - Herrieden - Herrngiersdorf - Herrsching am Ammersee - Hersbruck - Herzogenaurach - Heßdorf - Hettenshausen - Hettstadt - Hetzles - Heustreu - Hilgertshausen-Tandern - Hilpoltstein - Hiltenfingen - Hiltpoltstein Markt - Himmelkron - Himmelstadt - Hinterschmiding - Hirschaid Markt - Hirschau - Hirschbach - Hitzhofen - Höchberg Markt - Höchheim | - Hochstadt am Main - Höchstadt an der Aisch - Höchstädt an der Donau - Höchstädt im Fichtelgebirge - Hof - Hofheim in Unterfranken - Hofkirchen Markt - Hofstetten - Hohenaltheim - Hohenau - Hohenberg an der Eger - Hohenbrunn - Hohenburg Markt - Hohenfels Markt - Hohenfurch - Hohenkammer - Höhenkirchen-Siegertsbrunn - Hohenlinden - Hohenpeißenberg - Hohenpolding - Hohenroth - Hohenthann - Hohenwart Markt - Hohenwarth - Hollenbach - Hollfeld - Hollstadt - Holzgünz - Holzheim (Donau-Ries) - Holzheim (bei Neu-Ulm) - Holzheim (bei Dillingen) - Holzheim am Forst - Holzkirchen (Oberbayern) Markt - Holzkirchen (Unterfranken) - Hopferau - Horgau - Hörgertshausen - Hösbach Markt - Höslwang - Höttingen - Huglfing - Huisheim - Hummeltal - Hunderdorf - Hunding - Hurlach - Hutthurm Markt |

## I
| - Ichenhausen - Icking - Iffeldorf - Igensdorf Markt - Iggensbach - Igling - Ihrlerstein - Illertissen - Illesheim - Illschwang - Ilmmünster | - Immenreuth - Immenstadt im Allgäu - Inchenhofen Markt - Ingenried - Ingolstadt - Innernzell - Inning am Ammersee - Inning am Holz - Insingen - Inzell - Iphofen | - Ippesheim Markt - Ipsheim Markt - Irchenrieth - Irlbach - Irschenberg - Irsee Markt - Isen Markt - Ismaning - Issigau - Itzgrund |

## J
| - Jachenau - Jandelsbrunn - Jengen - Jesenwang | - Jettenbach - Jettingen-Scheppach Markt - Jetzendorf | - Johannesberg - Johanniskirchen - Julbach |

## K
| - Kahl am Main - Kaisheim Markt - Kalchreuth - Kallmünz Markt - Kaltental Markt - Kammeltal - Kammerstein - Kammlach - Karbach Markt - Karlsfeld - Karlshuld - Karlskron - Karlstadt - Karlstein am Main - Karsbach - Kasendorf Markt - Kastl (bei Kemnath) - Kastl (im Lauterachtal) Markt - Kastl (Oberbayern) - Kaufbeuren - Kaufering - Kelheim - Kellmünz an der Iller Markt - Kemmern - Kemnath - Kempten (Allgäu) - Kettershausen - Kiefersfelden - Kienberg - Kinding Markt - Kinsau - Kipfenberg Markt - Kirchanschöring - Kirchberg (Oberbayern) - Kirchberg im Wald - Kirchdorf (Hallertau) - Kirchdorf (bei Haag) - Kirchdorf an der Amper - Kirchdorf am Inn | - Kirchdorf im Wald - Kirchehrenbach - Kirchendemenreuth - Kirchenlamitz - Kirchenpingarten - Kirchensittenbach - Kirchenthumbach Markt - Kirchham - Kirchhaslach - Kirchheim (Unterfranken) - Kirchheim bei München - Kirchheim in Schwaben Markt - Kirchlauter - Kirchroth - Kirchseeon Markt - Kirchweidach - Kirchzell Markt - Kissing - Kist - Kitzingen - Kleinaitingen - Kleinheubach Markt - Kleinkahl - Kleinlangheim Markt - Kleinostheim - Kleinrinderfeld - Kleinsendelbach - Kleinwallstadt Markt - Klingenberg am Main - Klosterlechfeld - Knetzgau - Kochel am See - Köditz - Ködnitz - Köfering - Kohlberg Markt - Kolbermoor - Kolitzheim - Kollnburg | - Königsberg in Bayern - Königsbrunn - Königsdorf - Königsfeld - Königsmoos - Königstein Markt - Konnersreuth Markt - Konradsreuth - Konzell - Kösching Markt - Kößlarn Markt - Kottgeisering - Kötz - Kraftisried - Kraiburg am Inn Markt - Krailling - Kranzberg - Kreuth - Kreuzwertheim Markt - Krombach - Kronach - Kronburg - Kröning - Krumbach (Schwaben) - Krummennaab - Krün - Kühbach Markt - Kühlenthal - Kulmain - Kulmbach - Kumhausen - Kümmersbruck - Kunreuth - Künzing - Kupferberg - Küps Markt - Kürnach - Kutzenhausen |

## L
| - Laaber Markt - Laberweinting - Lachen - Lalling - Lam Markt - Lamerdingen - Landau an der Isar - Landensberg - Landsberg am Lech - Landsberied - Landshut - Langdorf - Langenaltheim - Langenbach - Langenfeld - Langenmosen - Langenneufnach - Langenpreising - Langensendelbach - Langenzenn - Langerringen - Langfurth - Langquaid Markt - Langweid am Lech - Lappersdorf Markt | - Lauben (Oberallgäu) - Lauben (Unterallgäu) - Laudenbach - Lauf an der Pegnitz - Laufach - Laufen - Laugna - Lauingen (Donau) - Lauter - Lauterhofen Markt - Lautertal - Lautrach - Lechbruck am See - Legau Markt - Lehrberg Markt - Leiblfing - Leidersbach - Leinach - Leinburg - Leipheim - Lengdorf - Lengenwang - Lenggries - Lenting - Leonberg | - Leuchtenberg Markt - Leupoldsgrün - Leutenbach - Leutershausen - Lichtenau Markt - Lichtenberg - Lichtenfels - Lindau (Bodensee) - Lindberg - Lindenberg im Allgäu - Lisberg - Litzendorf - Lohberg - Lohkirchen - Lohr am Main - Loiching - Loitzendorf - Lonnerstadt Markt - Ludwigschorgast Markt - Ludwigsstadt - Luhe-Wildenau Markt - Lülsfeld - Lupburg Markt - Lutzingen |

## M
| - Mähring Markt - Maierhöfen - Maihingen - Mainaschaff - Mainbernheim - Mainburg - Mainleus Markt - Mainstockheim - Maisach - Maitenbeth - Malching - Malgersdorf - Mallersdorf-Pfaffenberg Markt - Mammendorf - Mamming - Manching Markt - Mantel Markt - Margetshöchheim - Mariaposching - Marklkofen - Marktbergel Markt - Markt Berolzheim Markt - Marktbreit - Markt Bibart Markt - Markt Einersheim Markt - Markt Erlbach Markt - Marktgraitz Markt - Marktheidenfeld - Markt Indersdorf Markt - Marktl Markt - Marktleugast Markt - Marktleuthen - Markt Nordheim Markt - Marktoberdorf - Marktoffingen - Marktredwitz - Markt Rettenbach Markt - Marktrodach Markt - Marktschellenberg Markt - Marktschorgast Markt - Markt Schwaben Markt - Marktsteft - Markt Taschendorf Markt - Markt Wald Markt | - Marktzeuln Markt - Marloffstein - Maroldsweisach Markt - Marquartstein - Martinsheim - Marxheim - Marzling - Maßbach Markt - Massing Markt - Mauern - Mauerstetten - Mauth - Maxhütte-Haidhof - Medlingen - Meeder - Megesheim - Mehlmeisel - Mehring - Meinheim - Meitingen Markt - Mellrichstadt - Memmelsdorf - Memmingen - Memmingerberg - Mengkofen - Merching - Mering Markt - Merkendorf - Mertingen - Mespelbrunn - Metten Markt - Mettenheim - Michelau in Oberfranken - Michelau im Steigerwald - Michelsneukirchen - Mickhausen - Miesbach - Miltach - Miltenberg - Mindelheim - Mindelstetten - Mintraching - Missen-Wilhams - Mistelbach | - Mistelgau - Mitteleschenbach - Mittelneufnach - Mittelsinn - Mittelstetten - Mittenwald Markt - Mitterfels Markt - Mitterskirchen - Mitterteich - Mitwitz Markt - Mödingen - Möhrendorf - Mömbris Markt - Mömlingen - Mönchberg Markt - Mönchsdeggingen - Mönchsroth - Monheim - Moorenweis - Moos - Moosach - Moosbach Markt - Moosburg an der Isar - Moosinning - Moosthenning - Mörnsheim Markt - Motten - Möttingen - Mötzing - Mühldorf am Inn - Mühlhausen (Franken) Markt - Mühlhausen (Oberpfalz) - Muhr am See - Münchberg - München - Münchsmünster - Münchsteinach - Münnerstadt - Munningen - Münsing - Münster - Münsterhausen Markt - Murnau am Staffelsee Markt |

## N
| - Nabburg - Nagel - Naila - Nandlstadt Markt - Nassenfels Markt - Nennslingen Markt - Nersingen - Nesselwang Markt - Neualbenreuth Markt - Neubeuern Markt - Neubiberg - Neubrunn Markt - Neuburg an der Donau - Neuburg an der Kammel Markt - Neuburg am Inn - Neuching - Neudrossenfeld - Neuendettelsau - Neuendorf - Neuenmarkt - Neufahrn bei Freising - Neufahrn in Niederbayern - Neufraunhofen - Neuhaus an der Pegnitz Markt - Neuhaus am Inn - Neuhof an der Zenn Markt | - Neuhütten - Neukirchen (Niederbayern) - Neukirchen beim Heiligen Blut Markt - Neukirchen bei Sulzbach-Rosenberg - Neukirchen-Balbini Markt - Neukirchen vorm Wald - Neumarkt in der Oberpfalz - Neumarkt-Sankt Veit - Neunburg vorm Wald - Neunkirchen (Unterfranken) - Neunkirchen am Brand Markt - Neunkirchen am Sand - Neuötting - Neureichenau - Neuried - Neusäß - Neuschönau - Neusitz - Neusorg - Neustadt am Kulm - Neustadt am Main - Neustadt an der Aisch - Neustadt an der Donau - Neustadt an der Waldnaab - Neustadt bei Coburg - Neutraubling | - Neu-Ulm - Niederaichbach - Niederalteich - Niederbergkirchen - Niederfüllbach - Niederlauer - Niedermurach - Niedernberg - Niederrieden - Niederschönenfeld - Niedertaufkirchen - Niederviehbach - Niederwerrn - Niederwinkling - Nittenau - Nittendorf Markt - Nonnenhorn - Nordendorf - Nordhalben Markt - Nordheim am Main - Nordheim vor der Rhön - Nördlingen - Nüdlingen - Nürnberg - Nußdorf (Chiemgau) - Nußdorf am Inn |

## O
| - Oberammergau - Oberasbach - Oberau - Oberaudorf - Oberaurach - Oberbergkirchen - Oberdachstetten - Oberding - Oberdolling - Oberelsbach Markt - Obergriesbach - Obergünzburg Markt - Oberhaching - Oberhaid - Oberhausen (b. Neuburg) - Oberhausen (b. Peißenberg) - Oberickelsheim - Oberkotzau Markt - Oberleichtersbach - Obermaiselstein - Obermeitingen - Obermichelbach - Obernbreit Markt - Obernburg am Main - Oberndorf am Lech - Oberneukirchen - Obernzell Markt | - Obernzenn Markt - Oberostendorf - Oberottmarshausen - Oberpframmern - Oberpleichfeld - Oberpöring - Oberreichenbach - Oberreute - Oberrieden - Oberroth - Oberscheinfeld Markt - Oberschleißheim - Oberschneiding - Oberschönegg - Oberschwarzach Markt - Oberschweinbach - Obersinn Markt - Obersöchering - Oberstaufen Markt - Oberstdorf Markt - Oberstreu - Obersüßbach - Obertaufkirchen - Oberthulba Markt - Obertraubling - Obertrubach - Oberviechtach | - Obing - Ochsenfurt - Odelzhausen - Oerlenbach - Oettingen in Bayern - Offenberg - Offenhausen - Offingen Markt - Ofterschwang - Ohlstadt - Ohrenbach - Olching - Opfenbach - Ornbau - Ortenburg Markt - Osterberg - Osterhofen - Osterzell - Ostheim vor der Rhön - Ottenhofen - Ottensoos - Otterfing - Otting - Ottobeuren Markt - Ottobrunn - Otzing - Oy-Mittelberg |

## P
| - Pähl - Painten Markt - Palling - Pappenheim - Parkstein Markt - Parkstetten - Parsberg - Partenstein - Passau - Pastetten - Patersdorf - Paunzhausen - Pechbrunn - Pegnitz - Peißenberg Markt - Peiting Markt - Pemfling - Pentling - Penzberg - Penzing - Perach - Perasdorf - Perkam - Perlesreut Markt - Petersaurach - Petersdorf - Petershausen - Pettendorf - Petting - Pettstadt - Pfaffenhausen Markt - Pfaffenhofen an der Glonn - Pfaffenhofen an der Ilm - Pfaffenhofen an der Roth Markt - Pfaffing | - Pfakofen - Pfarrkirchen - Pfarrweisach - Pfatter - Pfeffenhausen - Pfofeld - Pförring Markt - Pforzen - Pfreimd - Pfronten - Philippsreut - Piding - Pielenhofen - Pilsach - Pilsting Markt - Pinzberg - Pirk - Pittenhart - Planegg - Plankenfels - Plattling - Plech Markt - Pleinfeld Markt - Pleiskirchen - Pleß - Pleystein - Pliening - Plößberg Markt - Pocking - Pöcking - Poing - Pollenfeld - Polling (b. Mühldorf) - Polling (b. Weilheim) | - Polsingen - Pommelsbrunn - Pommersfelden - Poppenhausen - Poppenricht - Pörnbach - Pösing - Postau - Postbauer-Heng Markt - Postmünster - Pottenstein - Pöttmes Markt - Poxdorf - Prackenbach - Prebitz - Prem - Pressath - Presseck Markt - Pressig Markt - Pretzfeld Markt - Prichsenstadt - Prien am Chiemsee Markt - Priesendorf - Prittriching - Prosselsheim - Prutting - Püchersreuth - Puchheim - Pullach im Isartal - Pullenreuth - Pürgen - Puschendorf - Putzbrunn - Pyrbaum Markt |

## R
| - Rain (am Lech) - Rain (Niederbayern) - Raisting - Raitenbuch - Ramerberg - Rammingen - Ramsau bei Berchtesgaden - Ramsthal - Randersacker Markt - Rannungen - Rattelsdorf Markt - Rattenberg - Rattenkirchen - Rattiszell - Raubling - Rauhenebrach - Rechtenbach - Rechtmehring - Reckendorf - Rednitzhembach - Redwitz an der Rodach - Regen - Regensburg - Regenstauf Markt - Regnitzlosau - Rehau - Rehling - Reichenbach (Landkreis Cham) - Reichenbach (Oberfranken) - Reichenberg Markt - Reichenschwand - Reichersbeuern - Reichertshausen - Reichertsheim - Reichertshofen Markt - Reichling - Reimlingen - Reisbach Markt - Reischach - Reit im Winkl - Remlingen Markt | - Rennertshofen Markt - Rentweinsdorf Markt - Rettenbach (Landkr. Günzburg) - Rettenbach (Oberpfalz) - Rettenbach am Auerberg - Rettenberg - Retzstadt - Reut - Reuth bei Erbendorf - Ried - Riedbach - Rieden (Oberpfalz) Markt - Rieden (b. Kaufbeuren) - Rieden am Forggensee - Riedenberg - Riedenburg - Riedenheim - Riedering - Riegsee - Riekofen - Rieneck - Rimbach (Niederbayern) - Rimbach (Oberpfalz) - Rimpar Markt - Rimsting - Rinchnach - Ringelai - Röckingen - Rödelmaier - Rödelsee - Roden - Rödental - Roding - Röfingen - Roggenburg - Rögling - Rohr (Mittelfranken) - Rohr in Niederbayern Markt - Rohrbach - Rohrdorf - Rohrenfels | - Röhrmoos - Röhrnbach Markt - Röllbach - Ronsberg Markt - Rosenheim - Röslau - Roßbach - Roßhaupten - Roßtal Markt - Roth - Röthenbach (Allgäu) - Röthenbach an der Pegnitz - Rothenbuch - Rothenburg ob der Tauber - Rothenfels - Röthlein - Rott (Landkr. Landsberg) - Rott am Inn - Rottach-Egern - Röttenbach (b. Erlangen) - Röttenbach (Landkr. Roth) - Rottenbuch - Rottenburg an der Laaber - Rottendorf - Rotthalmünster Markt - Röttingen - Rötz - Rückersdorf - Rückholz - Rudelzhausen - Rüdenau - Rüdenhausen Markt - Ruderatshofen - Ruderting - Rugendorf - Rügland - Ruhmannsfelden Markt - Ruhpolding - Ruhstorf an der Rott - Runding |

## S
| - Saal an der Donau - Saal an der Saale Markt - Saaldorf-Surheim - Sachsen b.Ansbach - Sachsenkam - Sailauf - Salching - Saldenburg - Salgen - Salz - Salzweg - Samerberg - Sand am Main - Sandberg - Sankt Englmar - Sankt Oswald-Riedlhütte - Sankt Wolfgang - Sauerlach - Saulgrub - Schäftlarn - Schalkham - Schauenstein - Schaufling - Schechen - Scheidegg Markt - Scheinfeld - Schernfeld - Scherstetten - Scheßlitz - Scheuring - Scheyern - Schierling Markt - Schillingsfürst - Schiltberg - Schirmitz - Schirnding Markt - Schlammersdorf - Schleching - Schlehdorf - Schliersee Markt - Schlüsselfeld - Schmidgaden - Schmidmühlen Markt - Schmiechen - Schnabelwaid Markt - Schnaitsee - Schnaittach Markt - Schnaittenbach - Schneckenlohe - Schneeberg Markt - Schneizlreuth - Schnelldorf - Schöfweg - Schollbrunn - Schöllkrippen Markt - Schöllnach Markt - Schönau (Niederbayern) - Schönau an der Brend - Schönau am Königssee - Schönberg (Niederbayern) Markt - Schönberg (Oberbayern) - Schönbrunn im Steigerwald - Schondorf am Ammersee - Schondra Markt - Schongau - Schöngeising - Schönsee | - Schonstett - Schönthal - Schonungen - Schönwald - Schopfloch Markt - Schorndorf - Schrobenhausen - Schwabach - Schwabbruck - Schwabhausen - Schwabmünchen - Schwabsoien - Schwaig bei Nürnberg - Schwaigen - Schwandorf - Schwanfeld - Schwangau - Schwanstetten Markt - Schwarzach (Niederbayern) Markt - Schwarzach am Main Markt - Schwarzach bei Nabburg - Schwarzenbach (Schwarzenbach) - Schwarzenbach am Wald - Schwarzenbach an der Saale - Schwarzenbruck - Schwarzenfeld Markt - Schwarzhofen Markt - Schwebheim - Schweinfurt - Schweitenkirchen - Schwenningen - Schwifting - Schwindegg - Seefeld - Seeg - Seehausen am Staffelsee - Seeon-Seebruck - Seeshaupt - Segnitz - Seinsheim Markt - Selb - Selbitz - Senden - Sengenthal - Sennfeld - Seßlach - Seubersdorf in der Oberpfalz - Seukendorf - Seybothenreuth - Siegenburg Markt - Siegsdorf - Sielenbach - Sigmarszell - Simbach (b. Landau) Markt - Simbach am Inn - Simmelsdorf - Simmershofen - Sindelsdorf - Sinzing - Söchtenau - Solnhofen - Sommerach - Sommerhausen Markt - Sommerkahl - Sonderhofen - Sondheim vor der Rhön - Sonnefeld | - Sonnen - Sontheim - Sonthofen - Soyen - Spalt - Spardorf - Sparneck Markt - Spatzenhausen - Speichersdorf - Speinshart - Spiegelau - Stadelhofen - Stadlern - Stadtbergen - Stadtlauringen Markt - Stadtprozelten - Stadtsteinach - Stallwang - Stammbach Markt - Stammham (am Inn) - Stammham (b. Ingolstadt) - Stamsried Markt - Starnberg - Staudach-Egerndach - Stegaurach - Stein - Steinach - Steinbach am Wald - Steinberg am See - Steindorf - Steinfeld - Steingaden - Steinhöring - Steinkirchen - Steinsfeld - Steinwiesen Markt - Stephanskirchen - Stephansposching - Stetten - Stettfeld - Stiefenhofen - Stockheim (Oberfranken) - Stockheim (Unterfranken) - Stockstadt am Main Markt - Störnstein - Stötten am Auerberg - Stöttwang - Strahlungen - Straßkirchen - Straßlach-Dingharting - Straubing - Strullendorf - Stubenberg - Stulln - Sugenheim Markt - Sulzbach am Main Markt - Sulzbach-Rosenberg - Sulzberg Markt - Sulzdorf an der Lederhecke - Sulzemoos - Sulzfeld (im Grabfeld) - Sulzfeld am Main - Sulzheim - Sulzthal Markt - Sünching - Surberg - Syrgenstein |

## T
| - Tacherting - Taching am See - Tagmersheim - Tann Markt - Tännesberg Markt - Tapfheim - Tauberrettersheim - Taufkirchen (Landkr. Mühldorf) - Taufkirchen (b. München) - Taufkirchen (Vils) - Tegernheim - Tegernsee - Teisendorf Markt - Teising - Teisnach Markt - Tettau Markt - Tettenweis - Teublitz - Teugn - Teunz - Teuschnitz - Thaining - Thalmassing - Thalmässing Markt - Thannhausen | - Thanstein - Theilenhofen - Theilheim - Theisseil - Theres - Thierhaupten Markt - Thiersheim Markt - Thierstein Markt - Thundorf in Unterfranken - Thüngen Markt - Thüngersheim - Thurmansbang - Thurnau Markt - Thyrnau - Tiefenbach (b. Landshut) - Tiefenbach (b. Passau) - Tiefenbach (Oberpfalz) - Tirschenreuth - Titting Markt - Tittling Markt - Tittmoning - Todtenweis - Töging am Inn - Töpen - Trabitz | - Train - Traitsching - Trappstadt Markt - Traunreut - Traunstein - Trausnitz - Trautskirchen - Trebgast - Treffelstein - Treuchtlingen - Triefenstein Markt - Triftern Markt - Trogen - Tröstau - Trostberg - Trunkelsberg - Tschirn - Tuchenbach - Tuntenhausen - Türkenfeld - Türkheim Markt - Tussenhausen Markt - Tüßling Markt - Tutzing - Tyrlaching |

## U
| - Übersee - Üchtelhausen - Uffenheim - Uffing am Staffelsee - Uehlfeld Markt - Uettingen - Ungerhausen - Unsleben - Unterammergau - Unterdießen - Unterdietfurt - Unteregg | - Unterföhring - Untergriesbach Markt - Unterhaching - Unterleinleiter - Untermeitingen - Untermerzbach - Unterneukirchen - Unterpleichfeld - Unterreit - Unterroth - Unterschleißheim - Unterschwaningen | - Untersiemau - Untersteinach - Unterthingau Markt - Unterwössen - Untrasried - Ursberg - Ursensollen - Urspringen - Ustersbach - Uttenreuth - Utting am Ammersee |

## V
| - Vachendorf - Valley - Vaterstetten - Veitsbronn - Veitshöchheim - Velburg - Velden (Mittelfranken) - Velden (Niederbayern) Markt - Vestenbergsgreuth Markt | - Viechtach - Viereth-Trunstadt - Vierkirchen - Vilgertshofen - Villenbach - Vilsbiburg - Vilseck - Vilsheim - Vilshofen an der Donau | - Vogtareuth - Vohburg an der Donau - Vohenstrauß - Vöhringen - Volkach - Volkenschwand - Vorbach - Vorra |

## W
| - Waakirchen - Waal Markt - Wachenroth Markt - Wackersberg - Wackersdorf - Waffenbrunn - Waging am See Markt - Waidhaus - Waidhofen - Waigolshausen - Waischenfeld - Wald (Allgäu) - Wald (Oberpfalz) - Waldaschaff - Waldbrunn - Waldbüttelbrunn - Walderbach - Waldershof - Waldkirchen - Waldkraiburg - Waldmünchen - Waldsassen - Waldstetten Markt - Waldthurn Markt - Walkertshofen - Wallenfels - Wallerfing - Wallersdorf Markt - Wallerstein Markt - Wallgau - Walpertskirchen - Walsdorf - Waltenhausen - Waltenhofen - Walting - Wang - Warmensteinach - Warngau - Wartenberg Markt - Wartmannsroth - Wasserburg (Bodensee) - Wasserburg am Inn - Wasserlosen - Wassertrüdingen - Wattendorf - Wechingen - Wegscheid Markt - Wehringen - Weibersbrunn - Weichering - Weichs - Weiden in der Oberpfalz - Weidenbach Markt - Weidenberg Markt - Weidhausen bei Coburg - Weiding (Lkr. Cham) | - Weiding (Lkr. Schwandorf) - Weigendorf - Weigenheim - Weihenzell - Weiherhammer - Weihmichl - Weil - Weilbach Markt - Weiler-Simmerberg Markt - Weilersbach - Weilheim in Oberbayern - Weiltingen Markt - Weisendorf Markt - Weismain - Weißdorf - Weißenbrunn - Weißenburg in Bayern - Weißenhorn - Weißenohe - Weißensberg - Weißenstadt - Weitnau Markt - Weitramsdorf - Welden Markt - Wellheim Markt - Wemding - Wendelstein Markt - Weng - Wenzenbach - Wernberg-Köblitz Markt - Werneck Markt - Wertach Markt - Wertingen - Weßling - Wessobrunn - Westendorf (Allgäu) - Westendorf (Lkr. Augsburg) - Westerheim - Westerngrund - Westheim - Wettringen - Wettstetten - Weyarn - Wiedergeltingen - Wielenbach - Wiesau Markt - Wiesen - Wiesenbach - Wiesenbronn - Wiesenfelden - Wiesent - Wiesenthau - Wiesentheid Markt - Wiesenttal Markt - Wieseth | - Wiesthal - Wiggensbach Markt - Wilburgstetten - Wildenberg - Wildflecken Markt - Wildpoldsried - Wildsteig - Wilhelmsdorf - Wilhelmsthal - Wilhermsdorf Markt - Willanzheim Markt - Willmars - Willmering - Windach - Windberg - Windelsbach - Windischeschenbach - Windorf Markt - Windsbach - Winhöring - Winkelhaid - Winklarn Markt - Winterbach - Winterhausen Markt - Winterrieden - Winzer Markt - Wipfeld - Wirsberg Markt - Wittelshofen - Wittibreut - Wittislingen Markt - Witzmannsberg - Wolfersdorf - Wolferstadt - Wolfertschwenden - Wolframs-Eschenbach - Wolfratshausen - Wolfsegg - Wollbach - Wolnzach Markt - Wonfurt - Wonneberg - Wonsees Markt - Woringen - Wörnitz - Wörth (Lkr. Erding) - Wörth am Main - Wörth an der Donau - Wörth an der Isar - Wörthsee - Wülfershausen an der Saale - Wunsiedel - Wurmannsquick Markt - Wurmsham - Würzburg |

## Z
| - Zachenberg - Zandt - Zangberg - Zapfendorf Markt - Zeil am Main - Zeilarn - Zeitlarn - Zeitlofs Markt | - Zell (Oberpfalz) - Zell im Fichtelgebirge Markt - Zell am Main Markt - Zellingen Markt - Zenting - Ziemetshausen Markt - Ziertheim | - Zirndorf - Zolling - Zorneding - Zöschingen - Zusamaltheim - Zusmarshausen Markt - Zwiesel |